# David Nibert
David Alan Nibert es un sociólogo, escritor y profesor de sociología en la Wittenberg University estadounidense. Coorganizó también la sección "Animals and Society" ("Animales y Sociedad") de la American Sociological Association.
Nibert relaciona la teoría de los derechos de los animales con otras teorías económicas o sociológicas.
Según Nibert, el especismo es una ideología que busca legitimar el esclavismo hacia los animales, y por este motivo el especismo defiende que es aceptable discriminar seres sintientes por razón de especie.
En 2005 recibió el "Award for Distinguished Scholarship" ("Galardón para Expertos Distinguidos") de la American Sociological Association.

## Publicaciones

### Libros
- Animal Rights/Human Rights. Entanglements of Oppression and Liberation. Rowman & Littlefield Publishers, Incorporated. ISBN 0742517764 (0-7425-1776-4)
- Hitting the Lottery Jackpot: State Governments and the Taxing of Dreams. Monthly Review Press. ISBN 1-58367-014-9

### Artículos selectos
- Consuming the Surplus: Expanding "Meat" Consumption and Animal Oppression. International Journal of Sociology & Social Policy. 24(9):76-96. Con Bill Winders
- Humans and other animals: sociology's moral and intellectual challenge. International Journal of Sociology and Social Policy. Año 2003, Vol. 23, Issue 3, pp. 4–25.